# André Pirson
André Pirson (* 26. März 1910 in Erlangen; † 7. Februar 2004 in Göttingen) war ein deutscher Botaniker, Forscher und Hochschullehrer. Bis zu seiner Emeritierung forschte und lehrte er an der Georg-August-Universität Göttingen.

## Biographie
Pirson studierte Botanik und schloss das Studium 1937 mit der Promotion ab. Während seines Studiums engagierte er sich in den jugendbewegt-reformierten Verbindungen Nothung und Teja. In den 1950er Jahren war er Professor an der Universität Marburg, wo er auch mit der Leitung des Botanischen Gartens beauftragt war. Von 1946 bis 1958 war er Direktor des Botanischen Instituts in Marburg. Er wechselte dann an die Georg-August-Universität in Göttingen, wo er bis zu seiner Emeritierung blieb. Im Jahr 1954 wurde er zum Mitglied der Leopoldina gewählt. Pirson war ab 1961 ordentliches Mitglied der Akademie der Wissenschaften zu Göttingen und 1972–1976 ihr Präsident.

## Forschung
Pirson beschäftigte sich vor allem mit pflanzenphysiologischen Untersuchungen bei Algen. Eines seiner Forschungsobjekte war die Physiologie und Photosynthese der Grünalgen Chlorella und Hydrodictyon und die Rolle von Mangan bei der Photosynthese.

## Veröffentlichungen (Auswahl)
- Ernährungs- und stoffwechselphysiologische Untersuchungen an Fontinalis und Chlorella. (Dissertation). In: Zeitschrift für Botanik, Bd. 31, H. 4/5, S. 193–267, m. 11 Abb.; Jena 1937
- (Red.:) Bd. 5. Die @CO2-Assimilation. Teil 1, bearb. von D. I. Arnon u. a., 1960, 1013 S. + XL m. 331 Abb.; Teil 2, bearb. von Horst Engel u. a., 1960, 868 S. + XVI m. 309 Abb. In: Wilhelm Ruhland u. a. (Hrsg.): Handbuch der Pflanzenphysiologie. Berlin / Göttingen / Heidelberg
- zusammen mit Ursula Kaiser: Geschlechtliche Fortpflanzung der Grünalge Hydrodictyon reticulatum. Begleitveröffentlichung zum Film des IWF, Göttingen 1970
- zusammen mit Ursula Kaiser: Ungeschlechtliche Fortpflanzung der Grünalge Hydrodictyon reticulatum. Begleitveröffentlichung zum Film des IWF, Göttingen 1970
- zusammen mit Ursula Kaiser: Entwicklung von Sphaeroplea annulina (Chlorophyta). Begleitpublikation zum Film des IWF, Göttingen 1977

## Auszeichnungen
- Ehrenmitglied der Deutschen Botanischen Gesellschaft e. V. (DBG) und über zehn Jahre deren Präsident.
- Ehrendoktorwürde des Fachbereichs Biologie (Philipps-Universität Marburg)[2]